# اسکالات (محله)
اسکالات، نام یکی از محلات تبریز است که در خیابان راه‌آهن، بین قونقاباشی و کوره‌باشی واقع شده است. پس از دایر شدن خطوط اتوبوسرانی تبریز در سال ۱۳۲۴ شمسی، قبل از اتوبوسرانی تهران، این محل ایستگاه خط ۵ «راه‌آهن - خطیب»، بوده و در بین مردم هم تا امروز به نام اسکالات معروف است.

## پیشینه
در سال ۱۲۹۳ شمسی (۱۹۱۴ میلادی) که راه‌آهن جلفا به تبریز رسیده و ایستگاه راه‌آهن (واغزال) احدات شده و از ایستگاه راه‌آهن تا مرکز شهر (میدان باغ گلستان) خط قونقا یا قطار شهری دایر گردید، برای نگهداری وسایل یدکی قونقا و طویله اسبان و خوابگاه رانندگان قونقا (سوروجی‌لر) و از طرفی برای انبار کردن کالاهای بازرگانی که به مقصد اروپا و روسیه ارسال می‌شد، مکانی مانند کاروانسرایی بزرگی را در نظر گرفتند که آن مکان را اسکالات می‌گفتند.
نام اصلی آن به زبان فارسی «اسکدار» و به زبان روسی «استاکاد» بود؛ ولی به مرور زمان در تداول عامیانه این دو لغت تبدیل به اسکالات شد و تا امروز هم همین اصطلاح را به کار می‌برند. قبلاً در جوار اسکالات چندین کارخانه آبجوسازی ارامنه و آردسازی به نام «ساهاکیان» وجود داشت که اکنون این مکان تبدیل به انبار سیمان شده است.